# Clémence de Bourges
Clémence de Bourges est née vers 1530 à Lyon et morte vers 1562 à Lyon, est une femme de lettres et poétesse qui fréquenta l'école lyonnaise.

## Biographie
Clémence de Bourges est une jeune fille lyonnaise appartenant à une famille noble (noblesse de robe). Elle est la fille de Claude de Bourges, seigneur de Mions dans le Dauphiné, lieutenant général des Finances du Piémont, déjà échevin à Lyon. 
Clémence de Bourges fréquenta les cercles littéraires, notamment l'école lyonnaise autour du poète Maurice Scève. Des auteurs de la Renaissance la présente comme une poétesse, la«  Perle des demoiselles lyonnaises », mais aucune de ses œuvres ne nous est parvenue. Elle est reliée à Louise Labé, poétesse lyonnaise, qui publia ses écrits dans un seul et même volume de 662 vers intitulé Œuvres de Louise Labé lyonnaise (1555). Le livre célèbre, entre autres, pour Le Débat de Folie et d'Amour s'ouvre sur une épître dédicatoire adressée à Mademoiselle Clémence de Bourges. C'est une dédicace, en forme d’épître en prose, dans laquelle Louise prie « les vertueuses Dames d’élever un peu leurs esprits par-dessus leurs quenouilles et fuseaux », pour « acquérir cet honneur que les lettres et sciences ont accoutumé porter aux personnes qui les suivent », pour pouvoir, « non en beauté seulement, mais en science et vertu passer ou égaler les hommes » : presque un programme féministe avant la lettre. Louise Labé fait à travers sa dédicace un éloge de Clémence de Bourges qui était sa protectrice.

## Hommages
En 1898, le sculpteur Jean Mathelin réalise un buste de Clémence de Bourges en marbre, conservé au musée des Beaux-Arts de Lyon.